# Myanmar National Airlines
Myanmar National Airlines es la aerolínea de bandera y aerolínea estatal de Myanmar, con base en Rangún. Opera vuelos regulares domésticos a todos los destinos principales. Su base de operaciones es el Aeropuerto Internacional de Rangún.

## Historia
La aerolínea fue fundada por el gobierno tras su independencia el 15 de septiembre de 1948, como Union of Burma Airways (UBA). Inicialmente operaba exclusivamente vuelos de cabotaje, si bien los vuelos añadidos fueron añadidos en 1950. El nombre fue cambiado por el de Burma Airways en diciembre de 1972, y a Myanmar Airways el 1 de abril de 1989 tras el cambio de nombre del país de Birmania a Myanmar. Los vuelos internacionales de Myanmar Airways están siendo operados por Myanmar Airways International (MAI). Myanmar Airways es el principal accionista de la compañía fruto de la unión de empresas MAI, fundada en 1993.
La aerolínea tiene un pobre historial de seguridad. Muchas organizaciones y gobiernos han señalado los pobres estándares de seguridad de la aerolínea.

## Destinos
En agosto de 2024, Myanmar Airways opera vuelos regulares a los siguientes destinos:
| Países        | Destinos        | Aeropuertos                                   | Notas            |
| ------------- | --------------- | --------------------------------------------- | ---------------- |
| Birmania      | Ann             | Aeropuerto de Ann                             |                  |
| Birmania      | Bagan           | Aeropuerto Nyaung U                           |                  |
| Birmania      | Bhamo           | Aeropuerto de Bhamo                           |                  |
| Birmania      | Bokpyin         | Aeropuerto de Bokpyin                         |                  |
| Birmania      | Dawei           | Aeropuerto de Dawei                           |                  |
| Birmania      | Heho            | Aeropuerto de Heho                            |                  |
| Birmania      | Hkamti          | Aeropuerto de Khamti                          |                  |
| Birmania      | Homalin         | Aeropuerto de Homalin                         |                  |
| Birmania      | Kalay           | Aeropuerto de Kalaymyo                        |                  |
| Birmania      | Kawthaung       | Aeropuerto de Kawthaung                       |                  |
| Birmania      | Kengtung        | Aeropuerto de Kengtung                        |                  |
| Birmania      | Kyaukpyu        | Aeropuerto de Kyaukpyu                        |                  |
| Birmania      | Lashio          | Aeropuerto de Lashio                          |                  |
| Birmania      | Loikaw          | Aeropuerto de Loikaw                          |                  |
| Birmania      | Magway          | Aeropuerto de Magway                          |                  |
| Birmania      | Manaung         | Aeropuerto de Manaung                         | Suspendido       |
| Birmania      | Mandalay        | Aeropuerto Internacional de Mandalay          | HUB              |
| Birmania      | Mawlamyaing     | Aeropuerto de Mawlamyaing                     |                  |
| Birmania      | Myeik           | Aeropuerto de Myeik                           |                  |
| Birmania      | Mong Hsat       | Aeropuerto de Mong Hsat                       |                  |
| Birmania      | Monywa          | Aeropuerto de Monywa                          |                  |
| Birmania      | Myitkyina       | Aeropuerto de Myitkyina                       |                  |
| Birmania      | Naipyidó        | Aeropuerto Internacional de Naipyidó          |                  |
| Birmania      | Putao           | Aeropuerto de Putao                           |                  |
| Birmania      | Rangún          | Aeropuerto Internacional de Rangún            | HUB              |
| Birmania      | Sittwe          | Aeropuerto de Sittwe                          |                  |
| Birmania      | Tachileik       | Aeropuerto de Tachileik                       |                  |
| Birmania      | Thandwe         | Aeropuerto de Thandwe                         |                  |
| Camboya       | Nom Pen         | Aeropuerto Internacional de Nom Pen           | Suspendido       |
| China         | Chengdu         | Aeropuerto Internacional de Chengdu-Shuangliu | Suspendido       |
| China         | Hong Kong       | Aeropuerto Internacional de Hong Kong         | Suspendido       |
| China         | Kunming         | Aeropuerto Internacional de Kunming-Changshui |                  |
| China         | Mangshi         | Aeropuerto Internacional de Dehong-Mangshi    |                  |
| China         | Pekín           | Aeropuerto Internacional de Pekín-Capital     | Suspendido       |
| Corea del Sur | Seúl            | Aeropuerto Internacional de Incheon           |                  |
| India         | Gaya            | Aeropuerto de Gaya                            | Estacional       |
| Nepal         | Siddharthanagar | Aeropuerto Internacional Gautam Buddha        | Planes de inicio |
| Singapur      | Singapur        | Aeropuerto Internacional de Singapur          |                  |
| Tailandia     | Bangkok         | Aeropuerto Internacional Suvarnabhumi         |                  |
| Tailandia     | Chiang Mai      | Aeropuerto Internacional de Chiang Mai        |                  |
| Tailandia     | Phuket          | Aeropuerto Internacional de Phuket            | Suspendido       |

## Flota
La flota actual de Myanmar National Airlines se compone de las siguientes aeronaves:
| Aeronaves      | En servicio | Pedidos | Pasajeros                                          | Pasajeros                                          | Pasajeros                                          | Matrículas                                         | Antigüedad                                         |
| Aeronaves      | En servicio | Pedidos | C                                                  | Y                                                  | Total                                              | Matrículas                                         | Antigüedad                                         |
| -------------- | ----------- | ------- | -------------------------------------------------- | -------------------------------------------------- | -------------------------------------------------- | -------------------------------------------------- | -------------------------------------------------- |
| ATR 72         | 6           | —       | —                                                  | 70                                                 | 70                                                 | XY-AJZ                                             | 8,6 años                                           |
| ATR 72         | 6           | —       | —                                                  | 70                                                 | 70                                                 | XY-AME                                             | 8,1 años                                           |
| ATR 72         | 6           | —       | —                                                  | 70                                                 | 70                                                 | XY-AMI                                             | 7,8 años                                           |
| ATR 72         | 6           | —       | —                                                  | 70                                                 | 70                                                 | XY-AMK                                             | 7,5 años                                           |
| ATR 72         | 6           | —       | —                                                  | 70                                                 | 70                                                 | XY-AML                                             | 5,9 años                                           |
| ATR 72         | 6           | —       | —                                                  | 70                                                 | 70                                                 | XY-AMM                                             | 5,7 años                                           |
| Boeing 737-800 | 3           | —       | Carga                                              | Carga                                              | Carga                                              | 9M-WCA                                             | 24,3 años                                          |
| Boeing 737-800 | 3           | —       | 12                                                 | 150                                                | 162                                                | XY-ALV                                             | 14,7 años                                          |
| Boeing 737-800 | 3           | —       | 8                                                  | 156                                                | 164                                                | XY-ALB                                             | 9,2 años                                           |
| Total          | 9           | —       | Edad media de la flota (agosto de 2024): 10,2 años | Edad media de la flota (agosto de 2024): 10,2 años | Edad media de la flota (agosto de 2024): 10,2 años | Edad media de la flota (agosto de 2024): 10,2 años | Edad media de la flota (agosto de 2024): 10,2 años |

### Flota histórica
| Aeronaves                            | Total | Introducido | Retirado | Matrículas |
| ------------------------------------ | ----- | ----------- | -------- | --- |
| Airbus A321                          | 2     | 2001        | 2001     | S7-RGJ y S7-RGK |
| Beechcraft 1900                      | 2     | 2014        | c. 2020  | XY-AJA y XY-AJB |
| Boeing 727-100                       | 2     | 1969        | 1976     | XY-ADR y N489US |
| Boeing 737-300                       | 1     | 2001        | 2003     | S7-RGM |
| Boeing 737-400                       | 2     | 1996        | 1997     | TC-AYA y 9M-MMH |
| Boeing 757-200                       | 1     | 1993        | 1994     | V8-RBA |
| Cessna 208B Grand Caravan            | 3     | 2013        | 2022     | XY-AMC, XY-AMB y XY-AJL |
| De Havilland Canada DHC-6 Twin Otter | 9     | 1976        | 1984     | XY-AEA, XY-AEB, XY-AEC, XY-AED, XY-AEE, XY-AEF, XY-AEG, XY-AEH y XY-AEI |
| De Havilland DH.104 Dove             | 5     | 1948        | 1960     | XY-ABO, XY-ABP, XY-ABQ, XY-ABR y XY-ABS |
| Douglas DC-3/C-47                    | 6     | 1950        | 1977     | XY-ACN, XY-ACU, XY-ACQ, XY-ACT, XY-ACK y XY-ADD |
| Embraer E-190AR                      | 2     | 2012        | 2022     | XY-AGP y XY-AGQ |
| Fokker F27 Friendship                | 24    | 1963        | 2012     | XY-AER, XY-ADK, XY-ADL, XY-ADM, XY-AEQ, XY-ADN, XY-ADO, XY-AEK, XY-AEU, XY-AEV, XY-AEW, XY-ADP, XY-AET, XY-ADQ, XY-AEN, XY-ADS, XY-ADT, XY-ADY, XY-ADZ, XY-AES, XY-AEP, XY-AEO, XY-AEJ y XY-AEL |
| Fokker F28 Fellowship                | 7     | 1976        | 2012     | XY-ADV, XY-ADU, XY-ADW, XY-AGH, N800DH, XY-AGB y XY-AGA |
| McDonnell Douglas MD-82              | 1     | 2004        | 2005     | PK-LMR |
| Xian MA60                            | 3     | 2010        | c. 2015  | XY-AIP, XY-AIQ y XY-AIO |
| Vickers Viscount                     | 3     | 1957        | 1976     | XY-ADH, XY-ADG y XY-ADF |

## Accidentes e incidentes
- El 24 de agosto de 1972, el Vickers Viscount XY-ADF de Union of Burma Airways resultó dañado y se descartó su reparación por motivos económicos en el Aeropuerto de Sittwe cuando se salió de la pista durante el aterrizaje y el tren se partió.[8]